# Collabieae
Collabieae, tribus kaćunovki, dio potporodice Epidendroideae.
Postoji 21 rod; tipični je Collabium.

## Rodovi
Tribus Collabieae Pfitzer
1. Acanthophippium Blume (13 spp.)
2. Ancistrochilus Rolfe (2 spp.)
3. Styloglossum Breda, Kuhl & Hasselt (45 spp.)
4. Phaius Lour. (41 spp.)
5. Calanthe R. Br. (162 spp.)
6. Cephalantheropsis Guillaumin (5 spp.)
7. Preptanthe Rchb.f. (9 spp.)
8. Gastrorchis Thouars (11 spp.)
9. Chrysoglossum Blume (4 spp.)
10. Eriodes Rolfe (1 sp.)
11. Spathoglottis Blume (40 spp.)
12. Ipsea Lindl. (3 spp.)
13. Pachystoma Blume (3 spp.)
14. Plocoglottis Blume (35 spp.)
15. Pilophyllum Schltr. (1 sp.)
16. Diglyphosa Blume (3 spp.)
17. Risleya King & Pantl. (1 sp.)
18. Collabium Blume (15 spp.)
19. Nephelaphyllum Blume (14 spp.)
20. Hancockia Rolfe (1 sp.)
21. Tainia Blume (29 spp.)
22. Ania Lindl. (6 spp.)